# Boris Trajkowski
Boris Trajkowski, mac. Борис Трајковски (ur. 25 czerwca 1956 w Monospitowie, zm. 26 lutego 2004 w Bitunji) – macedoński polityk, prawnik i duchowny metodystyczny, w latach 1999–2004 prezydent Macedonii.

## Życiorys
Z wykształcenia był prawnikiem, w 1980 ukończył studia na Uniwersytecie Świętych Cyryla i Metodego w Skopju. Specjalizował się w zakresie prawa handlowego i prawa pracy. Kształcił się również w zakresie teologii w Stanach Zjednoczonych, zostając duchownym metodystycznym. Przez kilkanaście lat pracował jako prawnik, kierował działem prawnym przedsiębiorstwa budowlanego w Skopju, praktykował jednocześnie jako kaznodzieja.
Po ogłoszeniu niepodległości Macedonii zajął się działalnością polityczną. W 1992 wstąpił do narodowej Wewnętrznej Macedońskiej Organizacji Rewolucyjnej – Demokratycznej Partii Macedońskiej Jedności Narodowej (WMRO-DPMNE). Kierował partyjną komisją do spraw stosunków międzynarodowych, był doradcą lidera swojego ugrupowania Lubcza Georgiewskiego. W 1997 został dyrektorem gabinetu burmistrza jednej ze stołecznych dzielnic. Po zwycięskich dla centroprawicy wyborach w 1998 objął stanowisko wiceministra spraw zagranicznych. Wkrótce zyskał publiczną rozpoznawalność, gdy w okresie wojny w przygranicznym Kosowie koordynował działania rządowej agencji do spraw pomocy humanitarnej i uchodźców.
W 1999 WMRO-DPMNE wystawiła go jako swojego kandydata w wyborach prezydenckich. Pierwszą turę głosowania wygrał zdecydowanie reprezentujący socjaldemokratów Tito Petkowski. W drugiej turze Boris Trajkowski pokonał jednak swojego konkurenta. Na skutek protestów zwolenników Tita Petkowskiego urząd prezydenta objął z miesięcznym opóźnieniem w grudniu 1999. W okresie prezydentury opowiadał się za bliską współpracą Macedonii z Unią Europejską i NATO. Uchodził za polityka dążącego do kompromisu, w 2001 doprowadził do złagodzenia konfliktu z albańskimi uchodźcami z Kosowa, co pozwoliło zapobiec wybuchowi wojny domowej.
Zginął w katastrofie lotniczej w Bośni i Hercegowinie, podróżując na konferencję ekonomiczną w Mostarze.
Odznaczony Krzyżem Wielkim Orderu Zasługi Rzeczypospolitej Polskiej (2004) oraz pośmiertnie Orderem Republiki Macedonii (2005).